# Artur Cendrowski

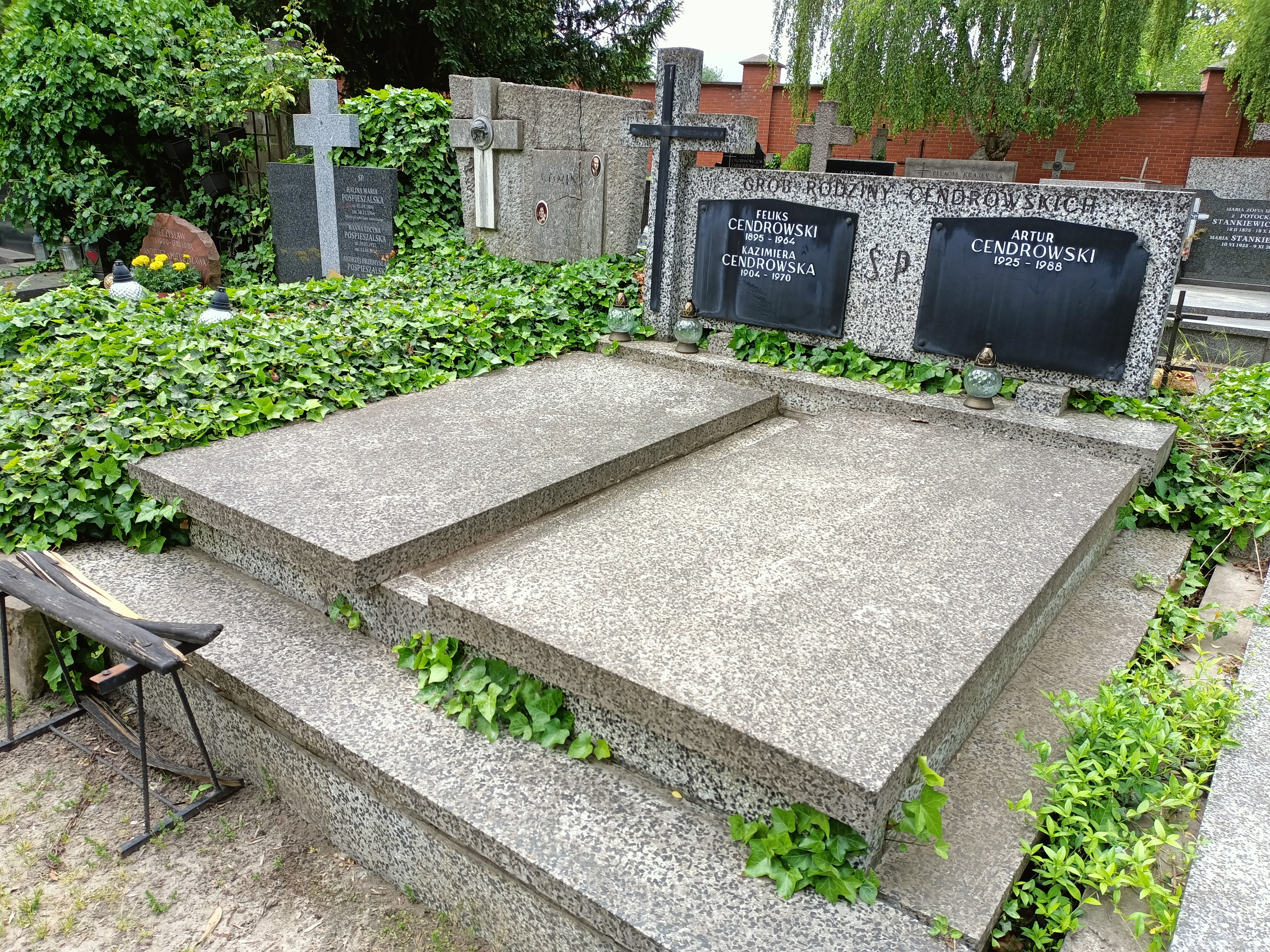
Grób Artura Cendrowskiego na Cmentarzu Powązkowskim

Artur Zbigniew Cendrowski (ur. 19 stycznia 1925 w Żyrardowie, zm. 17 stycznia 1988 w Warszawie) – polski dziennikarz sportowy.

## Życiorys
Urodził się 19 stycznia 1925 w Żyrardowie. W czasie II wojny światowej, 3 grudnia 1943, zdał okupacyjny egzamin maturalny. W 1945 roku został dziennikarzem. Pierwszym pismem było Echo Stadionu. Po likwidacji gazety 1 października 1948 roku został dziennikarzem Przeglądu Sportowego. Od 1 lipca 1962 roku został kierownikiem działu informacji. Od 1 września 1972 do 1974 pełnił obowiązki sekretarza redakcji. W latach okupacji organizował sport w Żyrardowie. W latach 1945–1947 był skarbnikiem Żyrardowianki. W 1947 założył w Warszawie okręgowy Związek Hokeja na Lodzie. W latach 1946–1971 był prezesem Polskiego Związku Tenisa Stołowego. Jednocześnie był sekretarzem klubu SKS Budowlani. W latach 1951–1953 był wiceprezesem SKS Spójnia. Był odznaczony Krzyżem Kawalerskim Orderu Odrodzenia Polski, Złotym Krzyżem Zasługi i Złotą Odznaką Zasłużonego Działacza Kultury i innymi odznaczeniami związków sportowych.
Został pochowany na Cmentarzu Powązkowskim w Warszawie, kwatera: 146b rząd: 3, grób:24 i 25.